# أنطونيو كوريا (أميرال)
أنطونيو كوريا قائد برتغالي احتل البحرين في عام 1521 ليستمر الاحتلال البرتغالي في الخليج العربي ثمانين عاما.
كانت كوريا ابن التاجر والمستكشف أيريس كوريا الذي اكتسب سمعة سيئة خلال القصف البرتغالي لمدينة كاليكوت الهندية. مثل والده سعى أنطونيو كوريا للمغامرة والمكائد السياسية في توسيع الإمبراطورية البرتغالية في المحيط الهندي.
في أوائل القرن 15 فإن أراضي البحرين تغطي البحرين وقطر والقطيف في شرق شبه الجزيرة العربية ويحكمها الملك مقرن بن زامل أحد ثلاثة أشقاء جبريين سيطروا على الساحل الشرقي للخليج العربي. كان الملك مقرن تابع اسمي لمملكة هرمز الهولية التابعة للبرتغاليين حيث كان مقرن يدفع لهم جزية من إيرادات مصائد اللؤلؤ المربحة. بعد أن أخضع هرمز في عام 1515 وتكوين علاقات ودية مع المملكة فإن الأميرال البرتغالي ألفونسو دي ألبوكيرك حدد الإمارة الجبرية بأنها العقبة الرئيسية أمام السيطرة البرتغالية على الخليج العربي.
في عام 1521 توقف مقرن عن دفع الجزية لمملكة هرمز مما دفع البرتغال إلى تعيين أنطونيو كوريا على رأس قوة بحرية للسيطرة على البحرين. بالتعاون مع حلفائهم هرمز استطاع البرتغاليون الرسو في البحرين في يوليو 1521 وخاض الجبريين في معركة بالقرب من قرية كرباباد. انهزم الجيش البحريني وتم أسر مقرن وبعد وفاته نتيجة جرح في الفخذ أصيب به في المعركة فقد تم قتله بقطع رأسه من قبل ادميرال فارسي من هرمز الذي أرسل رأسه إلى هرمز. بعد ذلك قام كوريا بوضع صورة رأس مقرن وهو ينزف على شعار عائلته. الرأس المقطوع لا يزال موجودا على شعار كونت لوزا حفيد كوريا.
بدأ البرتغاليون على الفور ببناء مجمع قلعة ضخمة في قلعة البحرين من أجل السيطرة على الأراضي الجديدة. الحصن لا يزال قائما في مواقع التراث العالمي لليونسكو. لكن ربما سيكون أكثر أهمية هو أن حكم الملك مقرن كان المرة الأخيرة الذي يشار باسم «البحرين» إلى المنطقة التاريخية في البحرين بدلا من أرخبيل الجزر التي تتشكل منها حاليا فغزو أنطونيو كوريا فعليا أقام حدود دولة البحرين الحالية.